# Litan He
Litan He är ett vattendrag i Kina. Det ligger i provinsen Jiangxi, i den sydöstra delen av landet, omkring 150 kilometer sydost om provinshuvudstaden Nanchang.
Genomsnittlig årsnederbörd är 2 563 millimeter. Den regnigaste månaden är juni, med i genomsnitt 466 mm nederbörd, och den torraste är oktober, med 21 mm nederbörd.